# 2783 Chernyshevskij
2783 Chernyshevskij је астероид главног астероидног појаса са средњом удаљеношћу од Сунца која износи 2,560 астрономских јединица (АЈ).
Апсолутна магнитуда астероида је 13,2.